# ショウ・ボート (小説)
『ショウ・ボート』（英：Show Boat）は、アメリカ合衆国の劇作家、エドナ・ファーバー (Edna Ferber) が1926年に発表した小説。ラジオドラマ化、ブロードウェイでミュージカル化、3度の映画化がされている。
1880年のミシシッピ川を通する劇場の船「コットンブロッソム」を舞台に、そのショウボートで働く演技団の生活が描かれた。

## 登場人物
アンディ・ホークス船長 (Captain Andy Hawks)
コットンブロッソム号の船長でパルティー・アンの夫。
パルティー・アン (Parthy Ann)
アンディ・ホークスの妻。
マグノリア (Magnolia)
10歳の少女。パルティー・アンとアンディ・ホークスの一人娘。
18歳になった時、ゲイロード・ラベナルと恋に落ちて駆け落ちした。結婚後はシカゴに移り住むが、賭け事で生計を立てるゲイロードの運次第で収入が上下する生活に苦しむ。
ジュリー・ドジア (Julie Dozier)

スティーブ・ベーカー (Steve Baker)

ゲイロード・ラベナル (Gaylord Ravenal)
放浪のばくち打ちで、コットンブロッソム号を訪れた際にマグノリアと駆け落ちした。

## 日本語訳
- 『ショウ・ボート』エドナ・ファーバー 著、大久保康雄 訳、三笠書房、1952年